# Benthosema panamense
Espèce
Benthosema panamense est un poisson Myctophiformes du pacifique.

## Référence
- Tåning : Notes on scopelids from the Dana Expeditions. I. Videnskabelige Meddelelser fra Dansk Naturhistorisk Forening, Kjøbenhavn 94 pp 125-146.